# František Groh
František Groh (13. listopadu 1863, Černé Voděrady – 22. listopadu 1940, Praha) byl český klasický filolog a archeolog, profesor a děkan Filozofické fakulty UK, který se zabýval řeckým divadlem, překládáním a vydáváním zejména řecké literatury.

## Život a působení
Narodil se do rodiny učitele Josefa Groha a jeho manželky Josefy, rozené Strnadové. Jedním z jeho sourozenců byl probošt Vyšehradské kapituly Ludvík Groh (1866–1941).
Po maturitě na Akademickém gymnáziu v Praze studoval v letech 1883–1889 na Filozofické fakultě UK klasické jazyky. V roce 1893 se oženil, v 90. letech vyučoval na pražských gymnáziích: do školního roku 1896/97 na Jiráskově gymnáziu v Žitné ulici a 8.8.1898 byl jmenován řádným profesorem na Akademickém gymnáziu. V letech 1897–1898 studoval jako rakouský stipendista v Berlíně a v Lipsku, roku 1899 se habilitoval v Praze, roku 1903 cestoval jako stipendista po Itálii a Řecku a roku 1905 byl jmenován profesorem. V letech 1914–1915 byl děkanem Filozofické fakulty Univerzity Karlovy.
S manželkou Marií, rozenou Musilovou (1868–1954), měl syna Vladimíra (1894–1960) a dcery Marii (1896–1988) a Blaženu (1899–1991). Je pochován na vyšehradském hřbitově.

## Dílo
Vedle dlouhé řady odborných článků vydal knihy o topografii starověkých Athén, o řeckém divadle, upravil a znovu vydal řadu překladů řeckých autorů a vysokoškolských učebnic. Působil také jako redaktor Listů filologických a spolupracovník Ottova slovníku. Zabýval se také španělskou literaturou a byl propagátorem česko-španělských kulturních vztahů.